# Lepidolit
Lepidolit je jorgovansko-sivi ili ružičasti član grupe mineralnih liskuna sa hemijskom formulom K(Li,Al)
3(Al,Si,Rb)
4O
10(F,OH)
2. To je najzastupljeniji mineral koji sadrži litijum i sekundarni je izvor ovog metala. Lepidolit je glavni izvor alkalnog metala rubidijuma.
Lepidolit se nalazi sa drugim mineralima koji sadrže litijum, kao što je spodumen, u pegmatitnim telima. Takođe je pronađen u visokotemperaturnim kvarcnim žilama, grejzenima i granitu.

## Opis
Lepidolit je filosilikatni mineral i član serije polilitionit-trilitionita. Lepidolit je deo trodelne serije koja se sastoji od polilitionita, lepidolita i trilitionita. Sva tri minerala dele slična svojstva. Oni imaju različite odnose litijuma i aluminijuma u svojim hemijskim formulama. Odnos Li:Al varira od 2:1 u polilitionitu do 1,5:1,5 u trilitionitu.
Lepidolit se prirodno nalazi u različitim bojama, uglavnom roze, ljubičaste i crvene, ali i sivih, a ponekad je žut ili bezbojan. Pošto je lepidolit liskun koji sadrži litijum, često se pogrešno pretpostavlja da je litijum ono što uzrokuje ružičaste nijanse koje su karakteristične za ovaj mineral. Za boju je odgovoran mangan, koji mada je prisutan u tragovima, proizvodi ružičastu, ljubičastu i crvenu boju.

### Struktura i sastav
Lepidolit pripada grupi trioktaedarskih liskuna, sa strukturom koja liči na biotit. Ova struktura se ponekad opisuje kao TOT-c. Kristal se sastoji od naslaganih TOT slojeva koji su međusobno slabo povezani jonima kalijuma (c). Svaki TOT sloj se sastoji od dve spoljne T (tetraedarske) ploče u kojima se svi joni silicijuma ili  aluminijuma vezuju sa četiri atoma kiseonika, koji se zauzvrat vezuju za drugi aluminijum i silicijum da bi formirali pločastu strukturu. Unutrašnji O (oktaedarski) list sadrži jone gvožđa ili magnezijuma, svaki vezan za šest jona kiseonika, fluorida ili hidroksida. U biotitu, silicijum zauzima tri od svaka četiri tetraedalna mesta u kristalu, a aluminijum zauzima preostala tetraedarska mesta, dok magnezijum ili gvožđe ispunjavaju sva dostupna oktaedarska mesta.
Lepidolit deli ovu strukturu, ali aluminijum i litijum zamenjuju magnezijum i gvožđe na oktaedarskim mestima. Ako skoro jednake količine aluminijuma i litijuma zauzimaju oktaedarska mesta, dobijeni mineral je trilitionit, KLi
1.5Al
1.5(AlSi
3)O
10(F,OH)
2. Ako litijum zauzima dva od tri oktaedarska mesta, a aluminijum preostalo mesto oktaedara, onda se balans naelektrisanja može sačuvati samo ako silicijum zauzima sve tetraedarske lokacije. Rezultat je polilitionit, KLi
2AlSi
4O
10(F,OH)
2. Lepidolit ima srednju kompoziciju između ovih krajnjih članova.
Joni fluora mogu zameniti deo hidroksida u strukturi, dok natrijum, rubidijum ili cezijum mogu zameniti u malim količinama kalijum.

## Zastupljenost
Lepidolit je povezan sa drugim mineralima koji sadrže litijum kao što je spodumen u pegmatitnim telima. To je glavni izvor alkalnog metala rubidijuma. Godine 1861, Robert Bunzen i Gustav Kirhof su ekstrahovali 150 kg (330 lb) lepidolita da bi dobili nekoliko grama soli rubidijuma za analizu, i stoga su otkrili novi element rubidijum.
Javlja se u granitnim pegmatitima, u nekim visokotemperaturnim kvarcnim žilama, grejzenima i granitima. Povezani minerali uključuju kvarc, feldspat, spodumen, ambligonit, turmalin, kolumbit, kasiterit, topaz i beril.
Značajne pojave uključuju Brazil; Uralske planine, Rusija; Kalifornija, Sjedinjene Države; rudnik Tanko, jezero Bernik, Manitoba, Kanada; i Madagaskar.
- Žuti lepidolit iz Itinge, Minas Žerajs, Brazil. Veličina: 6,1 x 4,9 x 3,1 cm
- „Knjige” lavenderskog lepidolita iz himalajskih rudnika, okruga Mesa Grande, okruga San Dijego, Kalifornija, SAD. Veličina: 4,8 x 3,9 x 3,5 cm
- Lepidolit, Virgem da Lapa, Minas Žerajs, Brazil (veličina 2.4 x 2.1 x 0.7 cm)